# Kanton Charny Orée de Puisaye
Der Kanton Charny Orée de Puisaye ist seit 1790 ein französischer Wahlkreis für die Wahl des Départementrats im Arrondissement Auxerre, im Département Yonne und in der Region Burgund; sein Bureau centralisateur befindet sich in Charny Orée de Puisaye.
Im Zuge der Gründung der Commune nouvelle Charny Orée de Puisaye in 2016 erfolgte die Umbenennung des Kantons von vormals Kanton Charny zum aktuellen Namen per Dekret vom 24. Februar 2021.

## Gemeinden
Der Kanton besteht aus 17 Gemeinden mit insgesamt 16.412 Einwohnern (Stand: 1. Januar 2022) auf einer Gesamtfläche von 535,42 km²:
| Gemeinde                      | Einwohner 1. Januar 2022 | Fläche km² | Dichte Einw./km² | Code INSEE | Postleitzahl | Arrondissement |
| ----------------------------- | ------------------------ | ---------- | ---------------- | ---------- | ------------ | -------------- |
| Chamvres                      | 656                      | 5,58       | 118              | 89079      | 89300        | Sens           |
| Charny Orée de Puisaye        | 4.854                    | 230,40     | 21               | 89086      | 89120, 89350 | Auxerre        |
| Chassy                        | 475                      | 16,45      | 29               | 89088      | 89110        | Auxerre        |
| Fleury-la-Vallée              | 1.019                    | 15,06      | 68               | 89167      | 89113        | Auxerre        |
| La Ferté-Loupière             | 547                      | 30,48      | 18               | 89163      | 89110        | Auxerre        |
| Le Val d’Ocre                 | 559                      | 29,47      | 19               | 89334      | 89110        | Auxerre        |
| Les Ormes                     | 284                      | 8,55       | 33               | 89281      | 89110        | Auxerre        |
| Merry-la-Vallée               | 361                      | 18,31      | 20               | 89251      | 89110        | Auxerre        |
| Montholon                     | 2.730                    | 50,08      | 55               | 89003      | 89110, 89710 | Auxerre        |
| Paroy-sur-Tholon              | 297                      | 4,21       | 71               | 89289      | 89300        | Sens           |
| Poilly-sur-Tholon             | 670                      | 19,56      | 34               | 89304      | 89110        | Auxerre        |
| Saint-Maurice-le-Vieil        | 372                      | 4,93       | 75               | 89360      | 89110        | Auxerre        |
| Saint-Maurice-Thizouaille     | 255                      | 1,95       | 131              | 89361      | 89110        | Auxerre        |
| Senan                         | 680                      | 17,54      | 39               | 89384      | 89710        | Auxerre        |
| Sépeaux-Saint Romain          | 489                      | 30,27      | 16               | 89388      | 89116        | Sens           |
| Sommecaise                    | 387                      | 15,53      | 25               | 89397      | 89110        | Auxerre        |
| Valravillon                   | 1.777                    | 37,05      | 48               | 89196      | 89110, 89113 | Auxerre        |
| Kanton Charny Orée de Puisaye | 16.412                   | 535,42     | 31               | 8908       | –            | –              |

Bis zur landesweiten Neuordnung der französischen Kantone im März 2015 gehörten zum Kanton die 15 Gemeinden Chambeugle, Charny, Chêne-Arnoult, Chevillon, Dicy, Fontenouilles, Grandchamp, La Ferté-Loupière, Malicorne, Marchais-Beton, Perreux, Prunoy, Saint-Denis-sur-Ouanne, Saint-Martin-sur-Ouanne und Villefranche. Sein Zuschnitt entsprach einer Fläche von 260,88 km2. Er besaß vor 2015 einen anderen INSEE-Code als heute, nämlich 8910.

## Veränderungen im Gemeindebestand seit der landesweiten Neuordnung der Kantone
2017:
- Fusion Aillant-sur-Tholon, Champvallon, Villiers-sur-Tholon und Volgré → Montholon

2016: 
- Fusion Chambeugle, Charny, Chêne-Arnoult, Chevillon, Dicy, Fontenouilles, Grandchamp, Malicorne, Marchais-Beton, Perreux, Prunoy, Saint-Denis-sur-Ouanne, Saint-Martin-sur-Ouanne und Villefranche → Charny Orée de Puisaye
- Fusion Saint-Aubin-Château-Neuf und Saint-Martin-sur-Ocre → Le Val d’Ocre
- Fusion Guerchy, Laduz, Neuilly und Villemer → Valravillon